# Sara Lumholdt
Sara Helena Lumholdt, dit Sara Lumholdt ou Sara Love est née le 25 octobre 1984 à Stockholm en Suède. Son père est originaire de Suède et sa mère originaire de Turquie et des Philippines.

## Carrière

### A*Teens (1998-2004)
En 1998, à l’âge de 14 ans, Sara Lumholdt signe un contrat d’enregistrement avec Stockholm Records (qui fait partie d’Universal Music Group) avec ses camarades de groupe Marie, Dhani et Amit. Ensemble, ils se produisent sous le nom de A*Teens. En 1999, ils sortent leur premier single, une reprise de Mamma Mia d’ABBA. Le single a été en tête des classements en Suède pendant 8 semaines consécutives, et le succès a été similaire dans le monde entier.
En 2000, le premier album des A*Teens, The ABBA Generation, s’est vendu à 4 millions d’exemplaires, et ils sont devenus l’un des groupes pop suédois les plus populaires à l’échelle internationale.
Après six ans ensemble et plus de 5 millions d’albums vendus, les A*Teens se séparent à la suite d’un album Greatest Hits et d’une dernière tournée en Suède.

### Carrière solo
Malgré un succès mondial, les A*Teens se sont séparés en 2004 et Sara Lumholdt a fait une courte pause dans sa carrière musicale.
En septembre 2005, Sara Lumholdt décroche une voix-off dans la sortie suédoise du jeu de course d'Electronic Arts, Burnout: Revenge. Elle a également fait quelques concerts dans un club sportif local, Ballbreaker, chantant notamment l’hymne national suédois pour la Coupe du monde de football en 2006. Fin 2005, Sara Lumholdt travaille avec des producteurs et des auteurs-compositeurs suédois locaux, ainsi qu’avec des producteurs de New York et de Los Angeles sur ses premiers titres solo. Le 14 mars 2007, sous le nom de scène « Sara Love », elle sort une reprise du tube d’Olivia Newton-John, Physical pour un CD promotionnel pour la société de vêtements WeSC, sur leur album Let’s Get Physical avec WeSC.
Début 2008, elle sort plusieurs nouveaux titres, dont Glamour Bitch en featuring avec Milano Money. La chanson a d’abord été publiée sur son profil MySpace et a été rapidement reprise par la radio NRJ avant de devenir le meilleur hit de la semaine.
Le titre débute à la 57e place du classement suédois pour la semaine du 13 septembre 2007. En 2011, elle a participé au Melodifestivalen, chantant son titre Enemy. Elle termine 7e de la troisième demi-finale le 19 février.
En 2012, elle devient l’animatrice de Xtra Factor sur TV11, l’aftershow du X Factor.
Dernièrement, Sara Lumholdt a travaillé comme professeur de pole dance et est l’une des fondatrices de FLOW, un studio de pole dance basé en Suède. En 2014, Sara Lumholdt remporte les championnats de Suède de pole dance.

## Enregistrements
Sara Lumholdt a vécu de février à mai 2008 à Los Angeles, écrivant et enregistrant des chansons avec Josh Skinner, avec l’aide du producteur primé aux Grammy Awards, Ted Perlman. En juin 2008, elle sort une chanson pop intitulée First. Sara Lumholdt dit à propos de cette chanson qu' « il s’agit de faire passer soi-même en premier, il s’agit d’estime de soi ». L’équipe a également écrit des chansons intitulées Where Does the Love Go? et Kiss Me Goodbye.

## Vie privée
Sara Lumholdt a annoncé qu’elle était fiancée à Chris Noble en mars 2017. Le couple s’est marié en août 2018.

## Discographie

### Album
- 2010 : Back to You

### Titres
- Let's Get Physical
- Glamour Bitch
- First
- Enemy